# Historia de la selección masculina de rugby-15 de Argentina

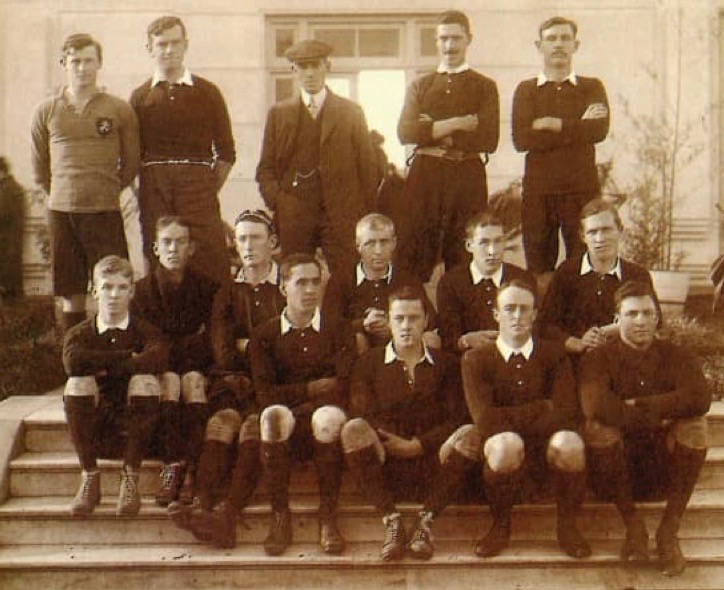
El primer seleccionado argentino antes de jugar contra los British and Irish Lions en la Sociedad Sportiva Argentina, el 12 de junio de 1910.

La historia de la selección masculina de rugby-15 de Argentina comienza con el primer partido internacional jugado por el seleccionado argentino contra los British and Irish Lions en 1910, cuando realizaron una gira por Sudamérica. Argentina ganó reconocimiento en 1965, cuando el equipo realizó una gira por Sudáfrica jugando una serie de partidos amistosos allí. En esa gira se apodó a la selección nacional los Pumas, nombre que se convirtió en seña de identidad de Argentina, perdurando hasta nuestros días.
Argentina ha participado en todas las Copas del Mundo de Rugby desde la primera edición en 1987, siendo su mejor actuación el tercer puesto logrado en 2007. La selección nacional también juega el Campeonato de Rugby desde la edición de 2012, luego de unirse a la competencia un año antes.

## Orígenes y primeros eventos

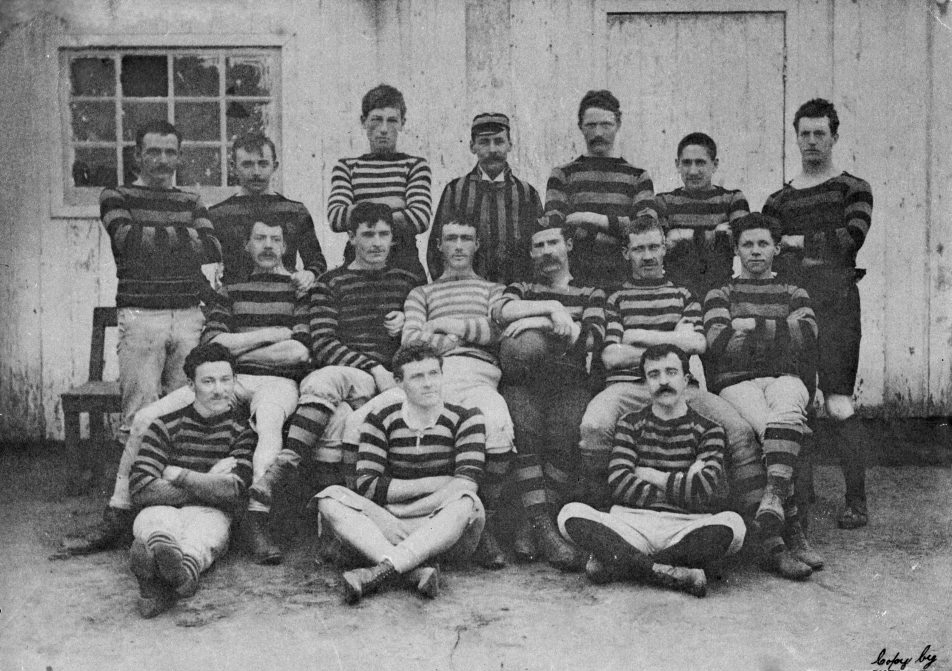
Equipo del Club Atlético del Rosario de 1884, la foto más antigua de un equipo de rugby en Argentina.

A mediados del siglo XIX, los inmigrantes irlandeses en Argentina introdujeron el deporte y contribuyeron a establecer clubes en el país, aunque los primeros clubes en Argentina solo admitían socios ingleses. Rara vez se aceptaba a los locales, siendo casos de excepción.
El primer partido de rugby de Argentina se jugó en 1873, en el Campo del Buenos Aires Cricket Club, ubicado en Palermo, Buenos Aires. Ambos equipos fueron formados por miembros del Campo del Buenos Aires y jugaron una mezcla entre fútbol y rugby.
El 29 de junio de 1886 se registra que el Buenos Aires Football Club (predecesor del actual Buenos Aires Cricket & Rugby Club) y el Club Atlético del Rosario jugaron el primer partido entre clubes en Plaza Jewell, Rosario, Santa Fe.
En 1899, tres clubes de Buenos Aires y uno de Rosario, se unieron para formar la River Plate Rugby Football Union y organizaron el primer campeonato de clubes ese mismo año. Los fundadores fueron el Buenos Aires Football Club (1886), Club Atlético del Rosario (1867), Lomas Athletic (1891) y Belgrano Athletic (1896).

## sigloXX

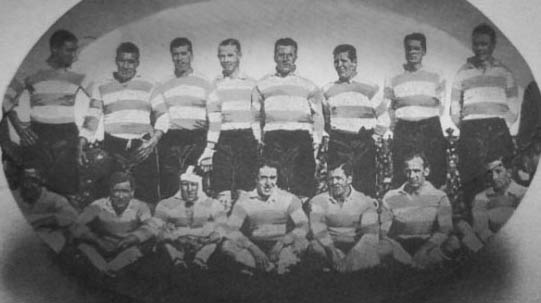
Equipo que jugó contra los Lions durante la gira de los británicos por Argentina en 1927.

Buenos Aires y Lomas serían los encargados de jugar el primer partido oficial de la liga recientemente creada ese mismo año, resultando Lomas el vencedor por 11-4. En 1910 un equipo de la Universidad de Oxford —supuestamente el equipo nacional de Inglaterra, pero con el agregado de cuatro jugadores escoceses— viajó a Argentina. Por este motivo en Argentina fue denominado Combinado Británico, como también Gran Bretaña XV. Argentina hizo su debut internacional contra ese equipo y perdió 28 a 3 el 12 de julio en Buenos Aires.

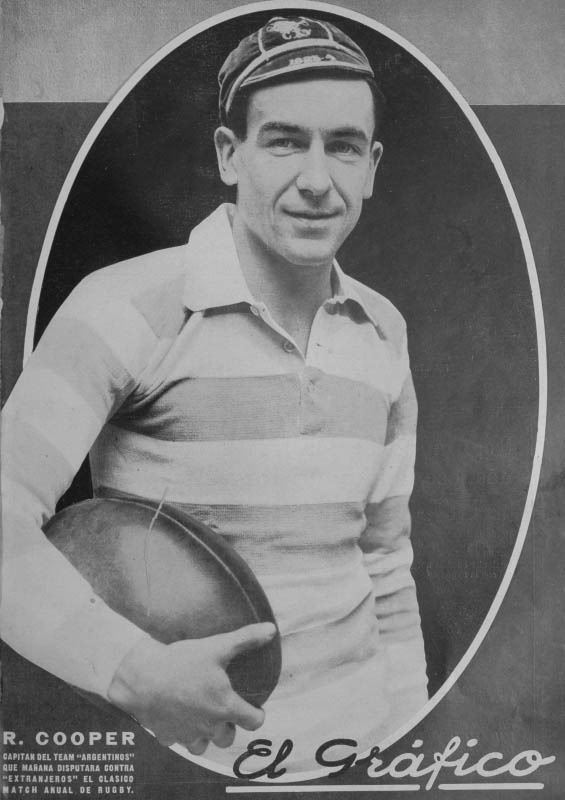
R. Cooper, capitán del equipo en 1928.

En 1927, la Selección de las islas británicas (Lions) viajó a Argentina. Los Lions ganaron los nueve encuentros que disputaron —todos ellos en Buenos Aires—, de los cuales cuatro fueron jugados con la selección de rugby de Argentina. La visita de aquel equipo se convirtió en un éxito financiero para el rugby argentino. Transcurrieron cinco años hasta que otro equipo internacional visitó Argentina: los Júnior Springboks en 1932, quienes jugaron dos partidos, perdidos ambos por Argentina.
En 1936, la selección de las islas británicas visitó nuevamente Argentina y ganó los diez partidos disputados y solamente concedió nueve puntos en total. Al mes siguiente, el equipo nacional de Argentina salió del país para jugar sus primeros partidos contra Chile en Valparaíso. Argentina ganó el primer encuentro (y su primer juego), 29 a 0. El segundo partido fue ganado por un margen similar. Dos años y medio después, Argentina recibió a Chile, a quien ganó por 40 puntos.

### 1960-1979

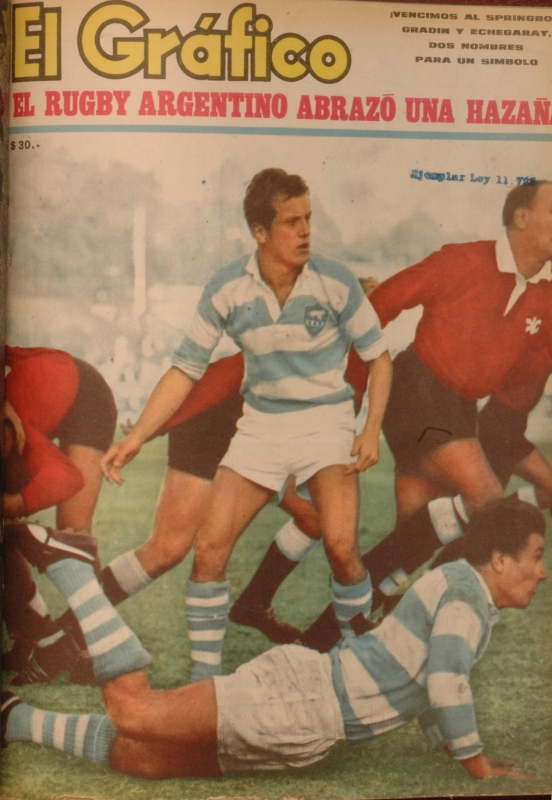
Echegaray y Gradin en 1965

Años más tarde, en 1965, el equipo nacional argentino realizó una gira por Rodesia del Sur y Sudáfrica, donde ganó 11 de los 16 partidos disputados y el 19 de junio logró una histórica victoria ante los juniors Springboks por 11 a 6 en el Ellis Park stadium. Durante esa gira, la prensa sudafricana los bautizó Los Pumas, ya que el reportero del semanario The Weekly Farmers llamó así al yaguareté impreso en el escudo de la UAR, presente en las camisetas argentinas. Del partido en Ellis Park fue famosa la foto del vuelo o "palomita" de Pascual.
Síntesis del partido
Junior Springboks 6 – Argentina 11

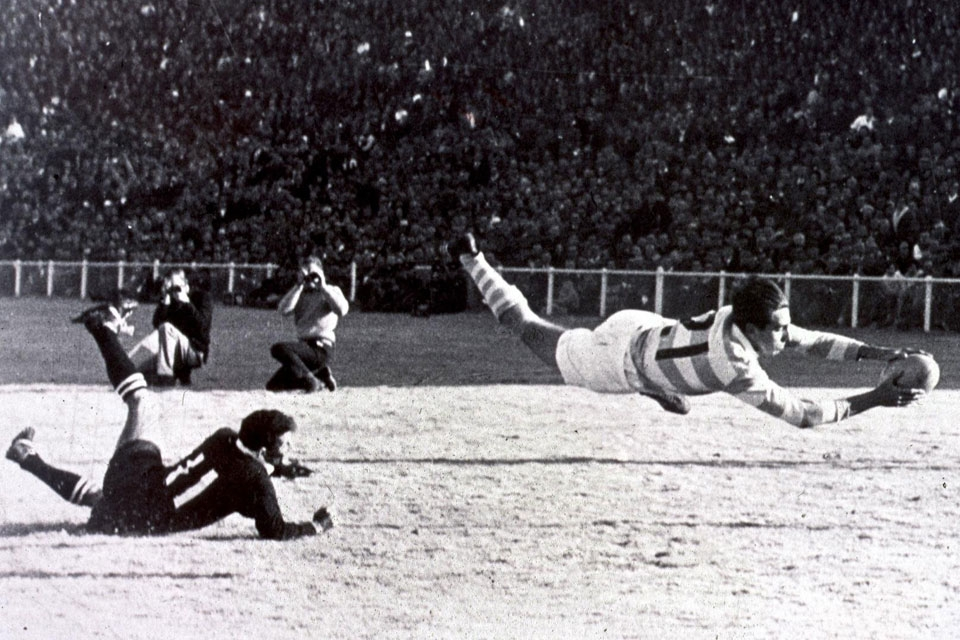
Marcelo Pascual y su recordada "palomita" en el ingoal de los Junior Springboks, en 1965, en la primera gran victoria internacional de Los Pumas.

Jugado el 19 de junio de 1965, en el estadio Ellis Park, Johannesburgo, Sudáfrica.
Junior Springboks: A. Pretorius; J. Serfontein, B. Ackermann, J. Van der Schyff, A. Wiggett; H. Bladen, K. Du Preez; K. Claasen, L. Slabber, C. Du Piesanie; B. Irvine, E. Claasen; W. Storm, S. Van Rensburg, R. Dercksen.
Argentina: R. Cazenave, E. Neri, M. Pascual, Mariano L. Díaz, A. Rodríguez Jurado, E. España; E. Poggi, A. Etchegaray; R. Loyola, H. Silva, E. Scharenberg; R. Schmidt, A. Otaño; R. Foster, N. González del Solar, L. García Yáñez.
Tantos para Junior Springboks: Dos tries de Du Preez.
Tantos para Argentina: Tries de Pascual, España y Loyola y una conversión de Poggi.
Público: 40.000 personas.
Árbitro: Piet Robberttze.
Un hito importante de esas décadas románticas fue el empate frente a la Francia de Skrela (18-18), en 1977. En ese test match, Hugo Porta convirtió los 6 penales que totalizaron Los Pumas.
Argentina 18 - Francia 18
Jugado el 2 de julio de 1977, en el estadio del Club Ferro Carril Oeste, Buenos Aires, Argentina.
Argentina: Alonso; D. Beccar Varela, Cappeletti, G. Beccar Varela y Gauweloose; Porta (cap) y Landajo; Carracedo, Sanz y Mazzini; Fernández y Branca; Insúa, Constante y Carluccio.
Francia: Aguirre; Bustaffa, Bertranne, Sangalli y Droitecourt; Romeu y Fouroux (cap); Skrela, Guilbert y Rives, Inbernon y Palmie; Vaquerin, Swierczynzki y Cholley.
Tantos para Argentina: Seis penales de Hugo Porta.
Tantos para Francia: Seis penales de Aguirre.
Árbitro: R. Quitentton (Inglaterra)
Otro momento estelar de la década de los 70 fue la primera victoria frente a la selección Wallaby (Australia), a la que batió Argentina el 27 de octubre de 1979 por 24-13.

### 1980-1995
A partir de los últimos años de la década de los setenta hasta los principios de los años noventa, Argentina tuvo un período que incluyó victorias contra Francia, Inglaterra, Australia y un empate 21-21 (2 de noviembre de 1985 en la ciudad de Buenos Aires) con los All Blacks, el cual fue probablemente el resultado más importante de Los Pumas en la década de los años 80, gracias al excelente rendimiento de Hugo Porta, quien anotó todos los tantos para Argentina (3 drops y 4 penales).
En 1987, se celebra por vez primera la Copa del Mundo de Rugby, en Australia y Nueva Zelanda; Argentina, con la dirección técnica de Ángel Guastella y Héctor Silva, aspiraba a superar la instancia inicial del tercer grupo; si bien estaba dominado por los All Blacks, la presencia de Italia y Fiyi hacía suponer posible el paso a cuartos de final. Lamentablemente, la derrota inesperada frente a los fiyianos (9-28), y un triunfo no demasiado contundente frente a Italia (25-16) dejó fuera a Los Pumas por diferencia de puntos. Argentina fue uno de los equipos que más trabajo dio a los All Blacks, finalmente campeones, en todo el torneo, pese a perder por 46 a 15.
La década de 1990, tras la dura gira por Nueva Zelanda en 1989, y la gira de Inglaterra por Argentina de 1990, marca el final para varios jugadores históricos de Los Pumas.
Con problemas entre dirigentes y entrenadores, y también jugadores, se procede a convocar a varios Pumitas de ese año a la selección principal, de cara a la gira por el Reino Unido, la cual jugaron contra un club argentino llama Banco Nación, en la que estaba Hugo Porta, y ganó el equipo argentino a Inglaterra.
Así debutaron jugadores que pasarán tal vez el peor momento de la historia Puma, pero que supieron llevarlo adelante gracias a la fortaleza y las ganas, entre ellos Federico Méndez y Pedro Sporleder.
Argentina acude a la Copa Mundial de Rugby de 1991, celebrada en Inglaterra, con un plantel bastante nuevo, con jugadores como Sporleder, Méndez, Llanes, Arbizu, Terán, Camardón, quienes hacían sus primeras armas en Los Pumas, con sendas derrotas ante Australia (19-32), Gales (7-16) y Samoa (12-35) en un grupo inicial dificilísimo: Los Pumas nuevamamente regresan con una gran frustración después de tres derrotas consecutivas.
En 1992, se da uno de los triunfos más importantes del rugby argentino, al ganar por primera vez a Francia en Nantes; en 1993, derrota a Escocia y, al final del año, viene Sudáfrica tras su reaparición tras el apartheid. Durante los años 1990, Los Pumas jugaron 6 partidos frente a los Springboks, dando cuenta de la consideración mundial en la que ya se tenía a la selección de la Argentina.
En 1994, los Pumas van de gira, precisamente a Sudáfrica, y es en aquel viaje donde Los Pumas armaron el famoso Pack de Fowards, que se convertirá un año después en ese mismo país con ocasión de la Copa Mundial de Rugby de 1995, como uno de los mejores del mundo: Corral, Méndez, Patricio Noriega, Llanes, Sporleder, Viel Temperley, el Yankee Martín y Ugartemendía (si bien no jugó el mundial debido a una lesión y fue reemplazado por el tucumano Santamarina). Los Pumas logran clasificarse para el mundial de Sudáfrica tras batallar en todo sentido contra la selección vecina de Uruguay.

## Profesionalismo
La Copa Mundial de Rugby de 1995 hubiera podido ser el despegue del rugby argentino, porque el equipo tenía un excelente juego cerrado y buenos backs, como Mesón, Camardón, Arbizu, Cuesta Silva, Salvat y Terán. Sin embargo, antes del mundial, en la gira por Australia, se produjeron dos hechos que cambiaron un poco el optimismo: la lesión del goleador y pateador Santiago Mesón y el de Gonzalo Camardón. Por otra parte, la UAR reemplazó poco antes del mundial a los entrenadores (Méndez y Fernández) por Petra y Paganini, quienes, por su parte, desplazaron al capitán, Marcelo Loffreda. Esos inconvenientes previos fueron determinantes para el récord negativo de tres derrotas sobre tres partidos disputados en el Mundial de Sudáfrica. Como saldo positivo, además de una gran actuación, se puede resaltar la inclusión de Matías Corral en el "Dream Team", el único Argentino en ese año. Ese mismo año se juega por primera vez la Copa Latina, en Buenos Aires. Los Pumas finalizan segundos, tras perder con Francia.
El año 1996 comenzó con grandes cambios, tantos internos como externos. Por un lado, el profesionalismo, existente de hecho en ciertos países, pasó a ser oficializado en todo el mundo. Por otro, se crea la Unión de Rugby de Buenos Aires, la URBA; la UAR pasa a ser administrada por Luis Gradín; consecuencia de ello es el retorno de José Imhoff a la dirección técnica de la selección. A fin de año llega una nueva Copa Latina, con grandes actuaciones de Los Pumas, y la serie contra Australia, quien sería dos años después campeona del mundo.
Argentina pierde el primer partido por poca diferencia, y en el segundo, logra una de las victorias más fabulosas de su historia. En 1996 y 1997 Argentina, por última vez se corona campeona U19 del mundo, con planteles en donde destaca una gran figura del equipo en el futuro, el fullback Ignacio Corleto, y en el de 1996, los mellizos Manuel y Felipe Contepomi.
En 1998, se produce el debut de varios juveniles, que fueron la cara del equipo en su camino al tercer puesto en 2007; esa iniciación se da en la gira por el País de Gales. En 1999, comienza con el neozelandés y campeón del mundo en 1987, Alex Wyllie, como seleccionador. El mundial de ese año será finalmente el punto de inflexión de la historia de Los Pumas y su ratificación como equipo de primer orden. En el primer partido, el 1 de octubre de 1999, Gales derrota a Argentina por una pequeña diferencia; no obstante, Los Pumas se reponen y días después vencen en Llanelli a su "bestia negra" mundialista, la selección de Samoa, por un marcador sólido, 32-16 (27 puntos de Gonzalo Quesada). El resultado de ese partido fue decisivo para colocar a Argentina en el grupo de partidos de repechaje, disputados el 20 de octubre. Ese día, en la ciudad francesa de Lens, el rugby argentino escribió una de sus páginas más gloriosas, al clasificarse para cuartos de final, merced al emocionante triunfo frente a Irlanda por 28-24, con un magnífico try final de Diego Albanese y conversión perfecta de quien luego fuera goleador del certamen y, hasta 2007, uno de los 10 máximos anotadores de copas mundiales de rugby: Gonzalo Quesada. El apertura, nacido para el deporte en Hindú Club, marcó 102 puntos en la Copa Mundial de Rugby de 1999, superando por 1 al australiano Matt Burke. En la fase siguiente, Argentina se enfrentó a quienes luego fueron unos de los finalistas, el excelente conjunto francés de Lamaison, Xabier Garbajosa, Ntamack, Dourthe y un joven Cristophe Dominici. Les Bleus ganaron con autoridad (47-26) pero Argentina se despidió de la Copa Mundial de Rugby, en el quinto puesto, dejando una magnífica imagen.

### 2000 - 2006

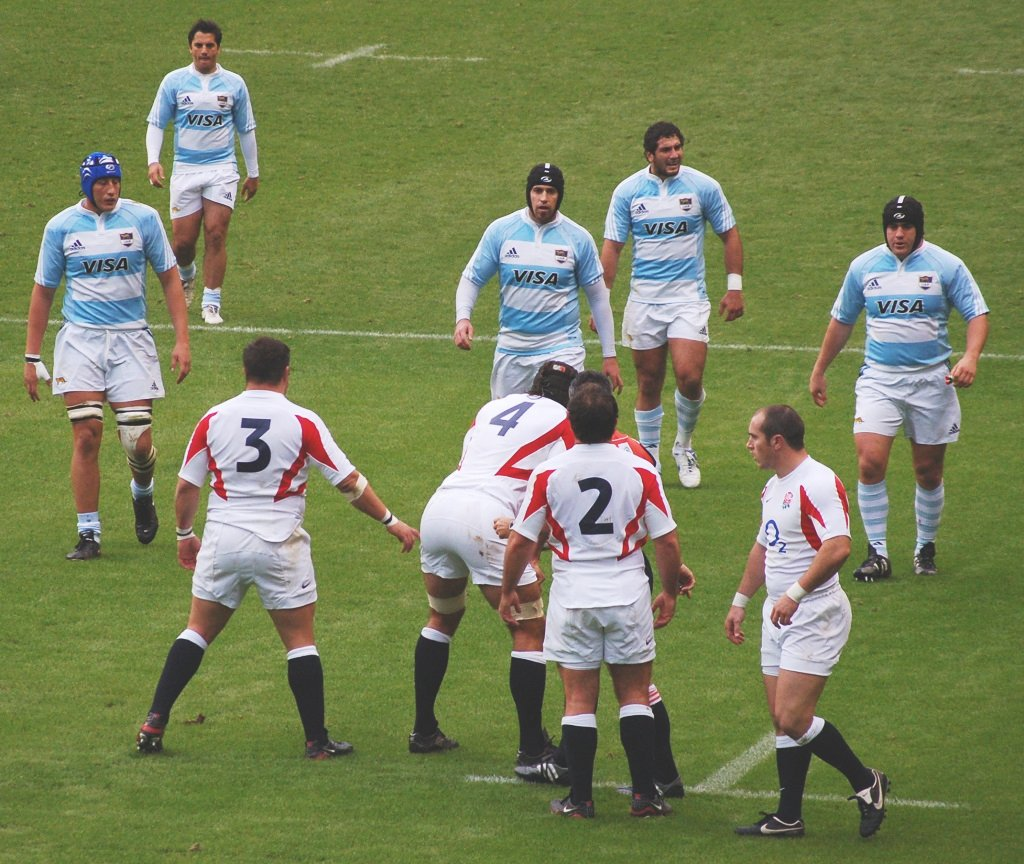
Los Pumas frente a Inglaterra, noviembre de 2006.

El 1 de mayo del año 2000, el ingeniero Marcelo Loffreda fue nombrado entrenador nacional. Comenzaba una nueva etapa, con un entrenador extremadamente meticuloso y trabajador, que permitía continuar y mejorar todo lo bueno que se había logrado con su antecesor, el neozelandés Alex Wyllie. No obstante ello, no todo fue un lecho de rosas en el recorrido del "Tano" Marcelo Hernán. En la Copa Mundial de Rugby de 2003, Argentina, en el grupo A, no llega a clasificarse para cuartos de final, debido a las derrotas sufridas ante Irlanda, 15-16, (en un partido complicado) y ante Australia, 24 a 8. Sumó 11 puntos por las victorias ante Namibia (67-14) y Rumania (50-3). El abultado resultado contra Namibia, el 14 de octubre de 2003 en Gosford, marcó un récord para Los Pumas, pues es la mayor cantidad de puntos conseguida en un partido mundialista por este equipo. Por otra parte, ese mismo día, Martín "Blackie" Gaitán se convirtió en el jugador argentino con mayor cantidad de tries en un mismo partido, tres en total.

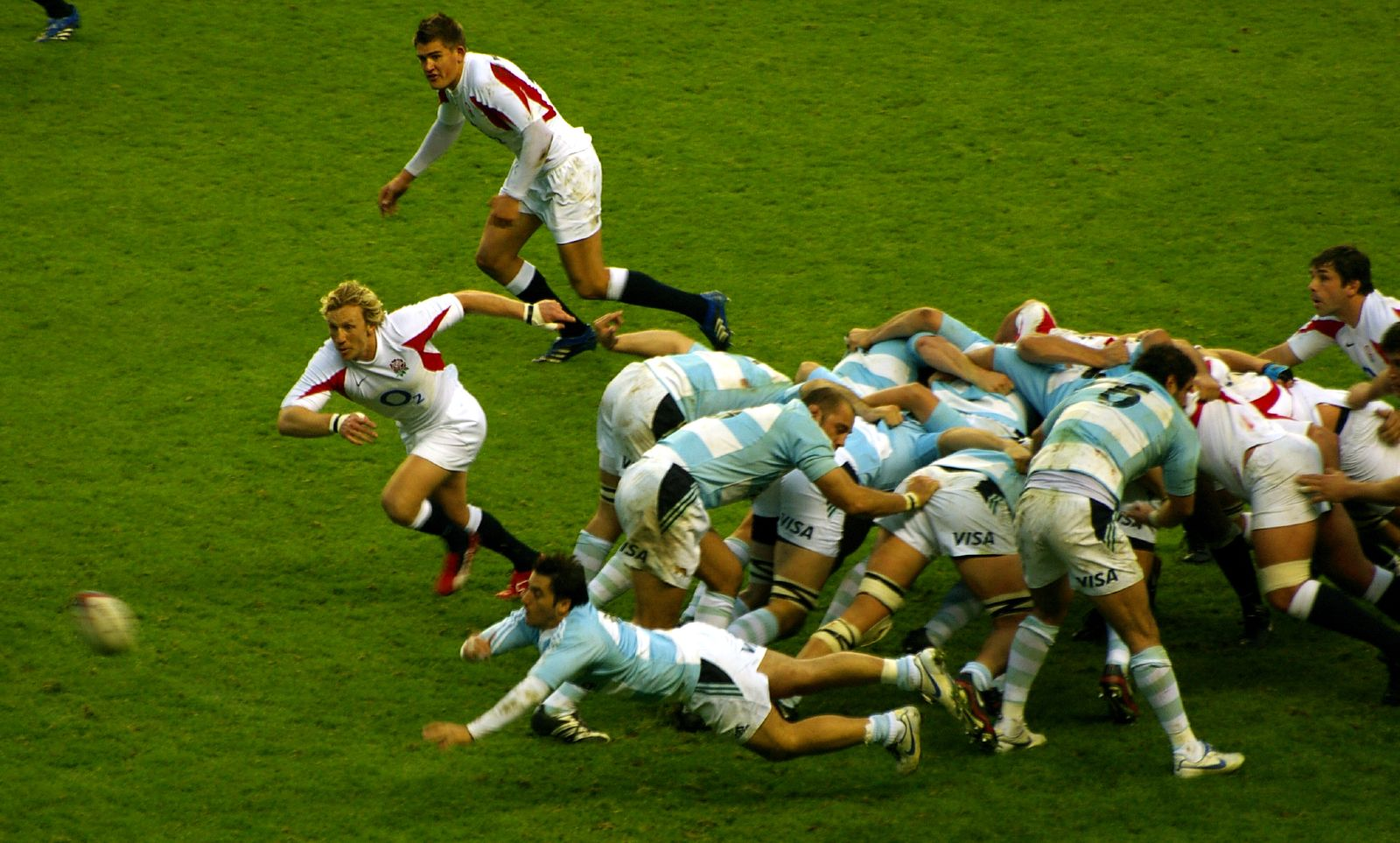
Los Pumas frente a Inglaterra, noviembre de 2006.

A pesar de la lógica decepción que representó la eliminación en fase de grupos en el Mundial de 2003, el ciclo de Loffreda fue coronando una serie de logros que devolvieron jerarquía y poderío a Los Pumas. La serie de contundentes triunfos frente a Gales (selección vencida por primera vez en esa era), Escocia y Francia, el empate frente a los British Lions (25-25) en 2005 y la victoria como visitante, en noviembre de 2006 frente a Inglaterra en el Twickenham Stadium por 25-18 dan cuenta de lo fructífera que estaba resultando la labor, incansable y minuciosa, del entrenador principal Loffreda y su equipo de colaboradores, entre los que se destacaban Daniel Baetti, Nacho Fernández Madero y el analista inglés Les Cusworth.

### Mundial de 2007 y el fin de la era Loffreda
Con el fin de revertir la imagen dejada en 2003, donde otra vez Argentina quedó en la gatera de las instancias decisivas de una Copa del Mundo de Rugby, se mejoraron mucho los aspectos organizativos, de entrenamiento y de logística. Los Pumas se entrenaron duramente en el Colegio Cardenal Newman y realizaron intensas rutinas de trabajo de preparación física en Pensacola, EE.UU. Si bien la Unión Argentina de Rugby tiene carencias notables en infraestructura y presupuesto, en comparación con otras federaciones internacionales, para la Copa Mundial de Rugby de 2007 se hizo un esfuerzo significativo para llegar en la mejor forma. Así, el debut de Los Pumas en Francia constituyó otro gran hito en su rica historia, con el triunfo 17-12 ante Francia en la inauguración, en París. Precisamente, esa victoria ante el país organizador en el partido inaugural de una Copa del Mundo de Rugby lleva a Los Pumas a colocarse por primera vez en su historia en el tercer puesto del ranking mundial y fue el punto de partida para la consolidación del excelente rendimiento que mostraron Los Pumas en la primera fase de la competición, en el grupo D.

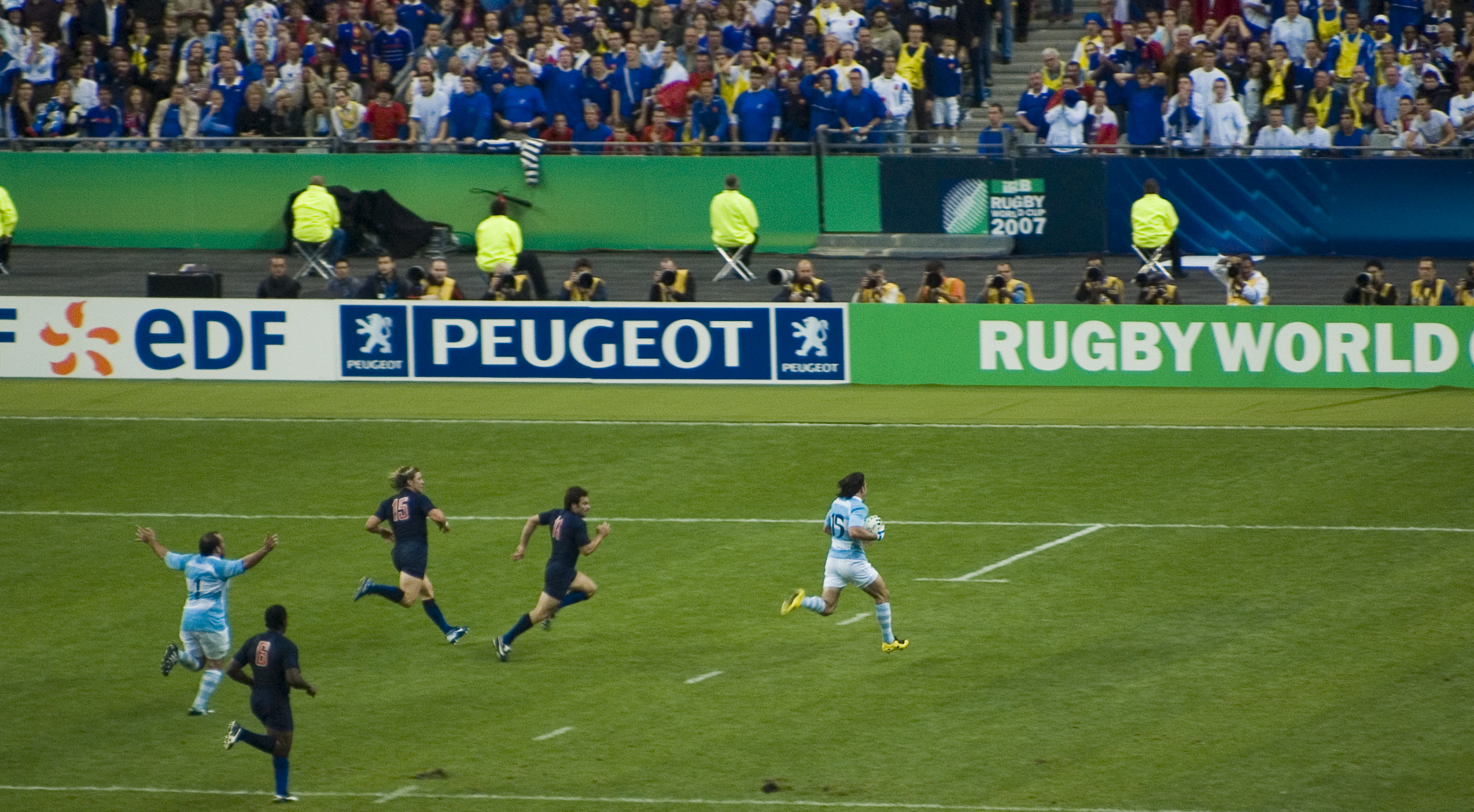
Carrera de Corleto a la línea de try de Francia, en el partido de inauguración de la Copa Mundial de Rugby de 2007.

Los contundentes triunfos sobre Georgia (33-3) y Namibia (63-3) y el sólido juego demostrado en la victoria frente a Irlanda, eliminándola por segunda vez (30-15), han sido clara prueba de esa notoria mejoría observada frente a actuaciones de otras ediciones de la Copa del Mundo de Rugby. Asimismo, en el partido frente a Namibia, Argentina consiguió la mayor diferencia frente a un rival en las Copas Mundiales (60 puntos) y alcanzó y superó la barrera de 500 puntos anotados.
Por otra parte, es de destacar que la victoria frente al conjunto de Irlanda fue la décima de Los Pumas en mundiales. Decisiva para los éxitos en esa invicta primera fase fue la formidable labor de Juan Martín Hernández, Felipe Contepomi, Agustín Pichot, Patricio Albacete y Lucas Borges, entre muchos otros más. La determinación y respuesta defensiva del equipo quedó de relieve al conceder solamente dos ensayos en cuatro partidos disputados en la fase inicial de grupos.
Mientras transcurría la Copa del Mundo, se desataba la fiebre "puma" a miles de kilómetros de distancia; en Argentina, todo el país, a través de las retransmisiones diarias de la cadena deportiva ESPN, presentadas por Alejandro Coccia y Raúl Taquini desde París, Miguel Simón, Juan Pablo Alessandrini, Alfredo Conrad y Pablo Camerlinkxs en Buenos Aires, se volcaba masivamente a seguir al equipo más exitoso de todos los tiempos; a tal punto llegó el entusiasmo por Los Pumas que, por tercera vez en su historia, se cambió de horario la transmisión del Superclásico del fútbol argentino entre Boca Juniors y River Plate, para que no coincidiera con el partido entre Argentina y Escocia. Los Pumas finalmente superaron esa instancia por 19-13 a la selección del Cardo, en un partido de desarrollo intrincado y juego deslucido. Mediante ese trabajoso éxito, donde Juan Martín Hernández, con su dinámica extraordinaria y precisas patadas, volvió a ser la figura del equipo, Los Pumas se encaminaron a la mejor clasificación de su historia en Copas del Mundo.
En semifinales, Argentina se midió con los Springboks sudafricanos, que habían vencido en un encuentro de dominio alternado al sorprendente conjunto de Fiyi. En ese partido, Los Pumas cayeron derrotados en forma contundente por 37-13; a pesar de su amplitud para un partido de semifinales, el resultado fue más producto de algunas acciones desafortunadas de Argentina y del dispar criterio del árbitro neozelandés Steve Walsh que del juego de los Boks, marcado por un excesivo oportunismo y cierta tendencia defensiva.
Pese a la dura derrota, el 19 de octubre Los Pumas se recuperaron física y mentalmente, y arrollaron, con un juego brillante que incluyó una carrera espectacular de Ignacio Corleto, que concluyó en el try de Federico Aramburú, a Francia por 34-10; de esa manera, obtuvieron el tercer puesto, la mejor posición obtenida jamás por Argentina en mundiales de rugby. Con ese tercer lugar, Los Pumas asimismo superaron a Irlanda y Escocia —dos de las ocho potencias tradicionales del rugby— en la tabla de clasificación de la Copa del Mundo, llegando incluso a ubicarse por encima de los Wallabies y los All Blacks en la tabla final del mundial.
Al término de la Copa del Mundo, Los Pumas ascienden al tercer puesto en el ranking mundial, totalizando 87.56 puntos, detrás de los Springboks sudafricanos (90.89 puntos) y los All Blacks de Nueva Zelanda (89.63 puntos).

### Una nueva etapa comienza (2008-2012)
Tras la brillante gestión de Marcelo Loffreda y su partida al Leicester, asume la dirección técnica de Los Pumas Santiago Phelan quien expresó reiteradamente su vocación de no hacer grandes cambios y de profundizar lo bueno que había dejado la gestión del Tano.
La gestión de Tati Phelan comenzó con dos test-match frente a Escocia. Argentina se impuso a la selección del Cardo en el primero de los tests de forma ajustada, con un plantel que presentó ciertas imprecisiones y algunas novedades positivas como la presencia de Álvaro Tejeda, un hooker muy dinámico y la monopolización de las patadas por parte de Federico Todeschini. Cabe señalar que fue el primer test-match disputado por Los Pumas en la Ciudad de Rosario frente a un marco imponente en el estadio Dr. Lisandro de la Torre conocido como El Gigante de Arroyito. En el segundo test-match, disputado el 14 de junio de 2008 en el estadio José Amalfitani sito en la Ciudad de Buenos Aires, Los Pumas no lograron revertir la falta de coordinación y la profusión de errores manifestada en el partido disputado en Rosario; frente a una Escocia sólida y a un Chris Patterson implacable (que incluso logró birlar una posibilidad de try a Lucas Borges sobre la línea), Argentina cayó 14-26, siendo ésta la primera derrota frente a los caledonios en 18 años. A pesar de esta derrota, el equipo se mantendría en el 3.º lugar en el ranking mundial.
En el año 2009 Los Pumas se enfrentaron dos veces con la Inglaterra. El primer partido se llevó a cabo en Old Trafford (Mánchester) con una victoria de los ingleses por 37 a 15 y el segundo partido se jugó en el Estadio Padre Ernesto Martearena de la ciudad de Salta con un resultado de 24 - 22 a favor de Los Pumas. El 20 de junio se enfrentaron en el Estadio de Vélez contra los Barbarians Franceses con un resultado favorable a Los Pumas por 32 a 18.
En septiembre de 2009, después de los excelentes resultados obtenidos del apoyo internacional y de la presentación de planes en ese sentido, Los Pumas lograron el reconocimiento que les faltaba: La SANZAR, organización que agrupa a las uniones de Sudáfrica, Nueva Zelanda y Australia, extendió oficialmente una invitación a la Unión Argentina de Rugby (UAR) para participar en el torneo Tres Naciones de forma regular, y crear así un nuevo certamen desde 2012 que se denominaría Cuatro Naciones. Tras varias idas y vueltas, la Internacional Rugby Board (IRB) decidió aportar, el 9 de marzo de 2010, dos millones de dólares para asegurar la participación de los Pumas en el certamen. De esta forma, por primera vez en su historia, el equipo argentino ingresaba a un certamen anual en la élite del rugby mundial.
En el 2010, después de un comienzo irregular, Los Pumas derrotaron a Francia por 41-13, consiguiendo así el mejor resultado de su historia enfrentando a ésta selección, y obteniendo el resultado más amplio ante una potencia de rugby hasta el momento. El partido se disputó el 26 de junio en el Estadio José Amalfitani.
En el 2011 comienzan los preparativos para afrontar la Copa Mundial de Rugby. Los Pumas tuvieron una corta preparación en comparación a las demás potencias, ya que sólo disputó un par de partidos contra los Barbarian Franceses (una victoria y una derrota) y un test match ante la selección de Gales, en Cardiff, que acabaría perdiendo por 28-13. Unas semanas antes de la competencia se confirmó la baja de Juan Martín Hernández, quien no pudo recuperarse de una lesión grave.
En el mundial, Argentina integra el grupo B junto a dos potencias del hemisferio norte, Inglaterra y Escocia, además de Georgia y Rumanía. El primer partido lo disputa ante el equipo de la rosa, sufriendo la temprana baja del capitán Felipe Contepomi, y más tarde la de Gonzalo Tiesi, debido al brusco y violento juego de los ingleses. Argentina dominó la mayor parte de las acciones, pero no aprovechó varios penales a favor para sacar una diferencia más amplia, lo que terminó pagando con la derrota por 9-13.
La segunda fecha enfrenta al equipo de Phelan contra Rumanía, el equipo más débil del grupo, al que le gana por 43-8, consiguiendo un punto bonus para llegar a 6 puntos y ubicarse parcialmente tercero.
En la tercera fecha Los Pumas enfrentaron ante Escocia el partido más importante de la era Phelan, ya que a priori este encuentro definía quién seguía en el torneo y quién regresaba a casa. Con un clima muy complicado en Wellington, fuertes lluvias y vientos que dificultaron el manejo de la pelota. Argentina perdió a su subcapitán, Fernández Lobbe, y al experimentado pilar Rodrigo Roncero por sendas lesiones. El partido se mantuvo equilibrado hasta que en el segundo tiempo Escocia sacó una ventaja de 6 puntos y, faltando 10 minutos, dejaba a Argentina al borde de la eliminación. Sin embargo Phelan puso en la cancha al fullback Lucas González Amorosino quien, después de un reagrupamiento, tomó la pelota y corrió hacia el ingoal evadiendo a cuatro escoceses para anotar un try para Argentina. Felipe Contepomi anotó la conversión correspondiente y de esta manera Argentina pasaba inesperadamente al frente, por 13-12. El resto del partido Los Pumas mantuvieron la ventaja, para terminar así consiguiendo el triunfo y victoria más importante e histórica de los últimos 4 años, que los dejaba con vida en el mundial. En el último partido de Los Pumas por el Grupo B, jugó frente a Georgia y le ganó por un marcador de 25 a 7; de esta manera clasificó una vez más hacia los cuartos de final, donde perdió 10 a 33 con los finalmente campeones, Nueva Zelanda, en una más que honrosa actuación, llegando al minuto sesenta y tres tan solo cuatro puntos abajo.
En 2012, después de una larga espera, Los Pumas lograron participar en el máximo torneo entre selecciones del hemisferio sur: el Tres Naciones, que para incluir al equipo argentino en su seno mudó su nombre a The Rugby Championship. El gran día del debut fue 19 de agosto de 2012, en Ciudad del Cabo, ante Sudáfrica, encuentro en el que serían vencidos 9-27. Pero quizás una de las páginas más importantes de la historia del rugby argentino se escribiría algunos días después, el 25 de agosto de 2012, cuando Los Pumas volvieron a enfrentar a los Springboks, por la segunda fecha del campeonato, esta vez en la ciudad de Mendoza. Después de ir adelante en el marcador durante casi todo el partido, el resultado final arrojó un empate 16-16, siendo ésta la primera vez en la que Argentina obtuvo un resultado favorable contra Sudáfrica. El 10 de noviembre de 2012 el equipo de rugby argentino hizo historia en el imponente Millenium Stadium en Cardiff, Gales, consiguiendo su segunda victoria en ese estadio por 26-12, resultado favorable gracias al cual Los Pumas avanzaron un puesto en el ranking de la IRB al quedar 8.º

### Actualidad (2013-2015)

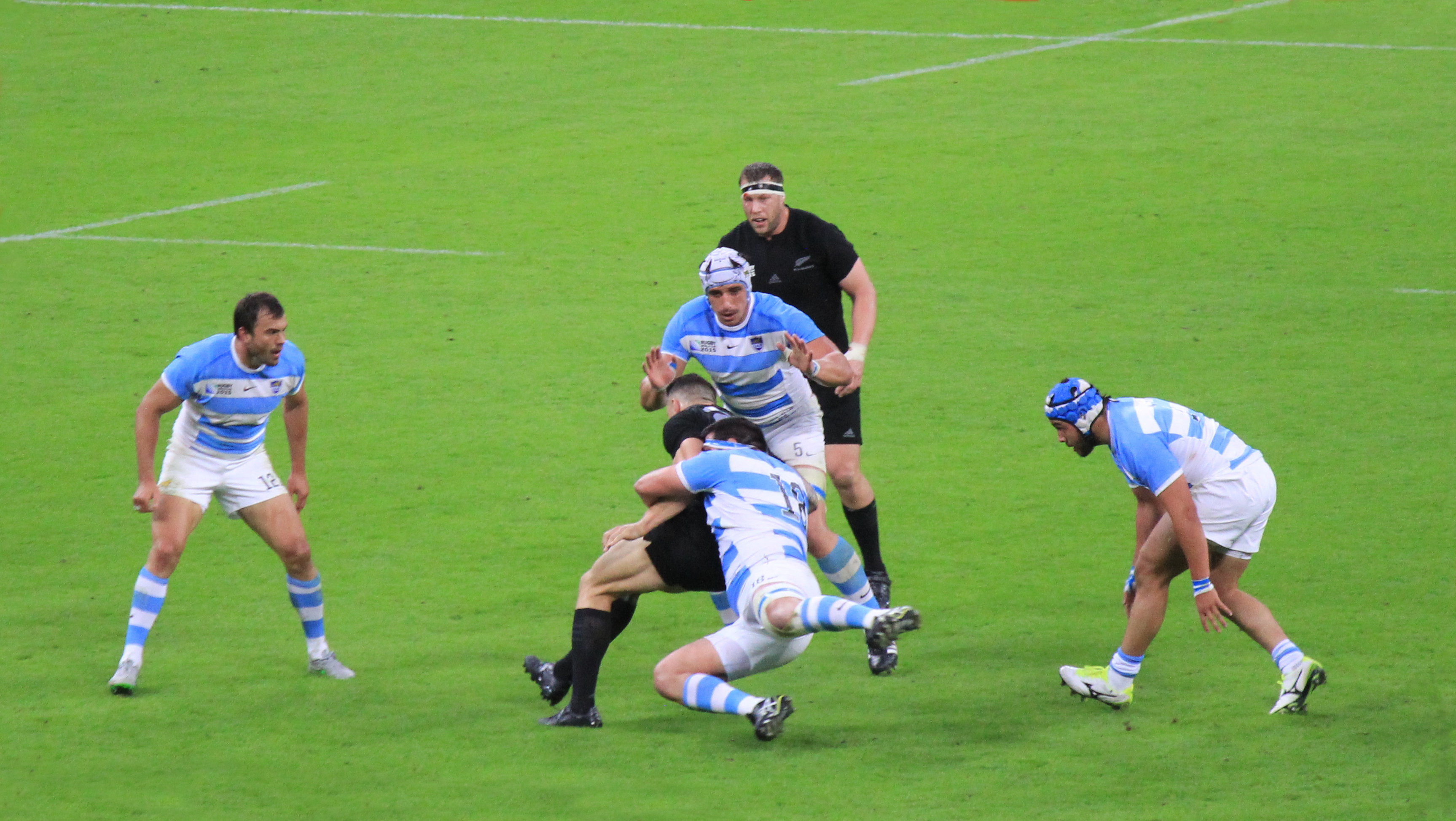
Los Pumas jugando contra los All Blacks en el Estadio Wembley, durante la Copa Mundial de Rugby de 2015.

En tierras sudafricanas, el 8 de agosto de 2015 quedará como la fecha en la que se escribió una de las páginas más gloriosas del rugby argentino al obtener Los Pumas, en calidad de visitante, un triunfo histórico frente a los Springboks sudafricanos por 37 - 25, partido diputado en la ciudad de Durban, en el magnífico Estadio Kings Park en el marco del torneo de rugby más fuerte del Mundo, denominado The Rugby Championship, certamen de élite en que participan las cuatro naciones potencias del rugby del Hemisferio sur: Nueva Zelanda, Argentina, Sudáfrica y Australia.
Esta victoria significó el primer triunfo oficial de Los Pumas frente a la selección mayor de rugby de Sudáfrica.
El conjunto dirigido por Daniel Hourcade venció con anotaciones de Juan Imhoff (tres tries), Marcelo Bosch (un try, un penal y drop), Juan Martín Hernández (cuatro conversiones y un penal).
A cincuenta años del inicio de la leyenda de Los Pumas, Argentina logró uno de los resultados más importantes, sino el más importante, de todos los tiempos del rugby argentino, con la presencia de los integrantes del seleccionado de 1965 en las tribunas del Estadio Kings Park colmado por más de 40 mil personas.
También se encuentra participando de la Copa Mundial de Rugby de 2015, en la que se encuentra en semifinales por segunda vez en la historia, tras vencer a Namibia, Tonga, Georgia en fase de grupos quedó segundo, al perder solamente con los All Blacks (los campeones actuales), y venció por 43 a 20 a Irlanda en cuartos de final recientemente. Se enfrentó en semifinales a Australia luego de que venciera 35 a 34 a Escocia en un aguerrido encuentro, donde los Wallabies superaron a los Pumas por 29 a 15. Finalmente enfrentaron al tercer mejor equipo de la historia del rugby, el combinado Sudafricano, por ante el cual cayeron por un tanteador de 24-13, logrando el cuarto puesto y el segundo mejor resultado en copas mundiales de Rugby.
Los Pumas han logrado un gran avance en la mayor competencia de rugby mundial, demostrando un sólido y efectivo juego.

### Escándalo por Maradona y racismo
El 28 de noviembre de 2020, los Pumas jugaron contra los All Blacks. Debido a que pocos días antes había muerto el destacado exfutbolista argentino Diego Armando Maradona, la selección neozelandesa honró a Maradona ofrendando a los Pumas, previo al tradicional haka una camiseta de los All Black personalizada con el número 10 y en nombre de Maradona, que no fue recogida por el capitán argentino. En contraste el equipo argentino apareció con una banda negra poco visible, que fue considerada insuficiente por la opinión pública y la prensa. Dos días después Los Pumas lanzaron un video pidiendo disculpas a la Nación por su "tibio homenaje" a Maradona con un discurso dictado por su capitán Pablo Matera.
Simultáneamente se difundieron e las redes sociales y la prensa decenas antiguos tuits del capitán Pablo Matera, y los jugadores Guido Petti y Santiago Socino, gravemente racistas, sexistas y discriminatorios, con comentarios pronazis. Los chistes también hacían reiterados comentarios burlones y discriminatorios sobre sus "mucamas", es decir las trabajadoras que se desempeñaban en sus casas, asimilándolas a artículos de limpieza o proponiendo afeitarles la cabeza para que no se caigan cabellos en la comida cuando los preparan. Las páginas de Twitter de empresas como Nike Argentina, patrocinante de Los Pumas, fueron bloqueadas debido a la masividad de los comentarios y quejas de personas disgustadas con el patrocinio.
Tanto la Delegación de Asociaciones Israelitas Argentinas (DAIA) como el Instituto Nacional contra la Discriminación, la Xenofobia y el Racismo (INADI) condenaron enérgicamente los mensajes de los jugadores.
El exjugador de los Pumas Eliseo Branca "El Chapa Branca" ha pedido la expulsión permanente y la suspensión de por vida del capitán Matera del equipo.
El 30 de noviembre, a última hora de la tarde, la Unión Argentina de Rugby emitió un comunicado destituyendo inmediatamente a Matera de su capitanía y también suspendiendo a Matera, Petti y Socino de la selección nacional hasta nuevo aviso, aunque las sanciones fueron levantadas dos días después, por presión de los clubes y personalidades del rugby argentino. El 1 de diciembre, el Stade Français publicó un comunicado de prensa en el que indicaba que la dirección del club convocaría a Matera a su regreso a Francia.

## Grandes resultados obtenidos
Fecha : Resultado vs Rival
- 24 de agosto de 1952 : 3-3 vs Irlanda
- 1965 11-6 vs Sudáfrica (Springboks juniors)

- 1969 20-3 vs Escocia (combinado con XV)

- 1969 9-5 vs Gales

- 1969 9-9 vs Gales

- 13 de septiembre de 1970 : 8-3 vs Irlanda
- 20 de septiembre de 1970 : 6-3 vs Irlanda

- 2 de julio de 1977 : 18-18 vs Francia

- 1978 13-13 vs Inglaterra

- 27 de octubre de 1978 : 24-13 vs Australia

- 30 de mayo de 1981 : 19-19 vs Inglaterra

- 31 de julio de 1983 : 18-3 vs Australia

- 22 de junio de 1985 : 24-16 vs Francia

- 2 de noviembre de 1985 : 21-21 vs Nueva Zelanda

- 31 de mayo de 1986 : 15-13 vs Francia

- 31 de octubre de 1987 : 19-19 vs Australia

- 7 de noviembre de 1987 : 27-19 vs Australia

- 25 de junio de 1988 : 18-6 vs Francia

- 4 de agosto de 1990 : 15-13 vs Inglaterra

- 14 de noviembre de 1992 : 24-20 vs Francia

- 4 de junio de 1994 : 16-15 vs Escocia

- 11 de junio de 1994 : 19-17 vs Escocia

- 7 de junio de 1997 : 33-13 vs Inglaterra

- 8 de noviembre de 1997 : 18-16 vs Australia

- 21 de agosto de 1999 : 31-22 vs Escocia

- 20 de octubre de 1999 : 28-24 vs Irlanda    (Copa Mundial)

- 3 de junio de 2000 : 34-23 vs Irlanda

- 10 de noviembre de 2001 : 30-16 vs Gales

- 18 de noviembre de 2001 : 25-16 vs Escocia

- 15 de junio de 2002 : 28-27 vs Francia

- 14 de junio de 2003 : 10-6 vs Francia

- 20 de junio de 2003 : 33-32 vs Francia

- 12 de junio de 2004 : 50-44 vs Gales

- 20 de noviembre de 2004 : 24-14 vs Francia

- 23 de mayo de 2005 : 25-25 vs Leones Británico-irlandeses

- 12 de noviembre de 2005 : 23-19 vs Escocia

- 11 de junio de 2006 : 27-25 vs Gales

- 17 de junio de 2006 : 45-27 vs Gales

- 11 de noviembre de 2006 : 25-18 vs Inglaterra

- 26 de mayo de 2007 : 22-20 vs Irlanda

- 2 de junio de 2007 : 16-0 vs Irlanda
- 7 de septiembre de 2007 : 17-12 vs Francia  (Copa Mundial)

- 30 de septiembre de 2007 : 30-15 vs Irlanda   (Copa Mundial)

- 7 de octubre de 2007 : 19-13 vs Escocia  (Copa Mundial)

- 19 de octubre de 2007 : 34-10 vs Francia  (Copa Mundial)

- 7 de junio de 2008 : 21-15 vs Escocia

- 13 de junio de 2009 :  24-22 VS Inglaterra

- 28 de noviembre de 2009 : 9-6 VS Escocia

- 26 de junio de 2010 : 41-13 vs Francia

- 25 de septiembre de 2011 : 13-12 vs Escocia  (Copa Mundial)

- 16 de junio de 2012 : 23-20 vs Francia

- 25 de agosto de 2012 : 16-16 vs Sudáfrica

- 10 de noviembre de 2012 : 26-12 vs Gales

- 4 de octubre de 2014 : 21-17 vs Australia

- 22 de noviembre de 2014 : 18-13 vs Francia

- 8 de agosto de 2015 : 37-25 vs Sudáfrica

- 18 de octubre de 2015 : 43-20 vs Irlanda   (Copa Mundial)

- 19 de junio de 2016 : 30-19 vs Francia

- 27 de agosto de 2016 : 26-24 vs Sudáfrica

- 25 de agosto de 2018 : 32-19 vs Sudáfrica

- 14 de noviembre de 2020 : 15-25 vs  Nueva Zelanda

Aclaraciones:
*Encuentros disputados por la selección mayor de rugby de Argentina.
*Incluye todas las competencias (Test Match; Rugby Championship, Copa Mundial, Copas amistosas).
*Rivales: Rugby Championship: Nueva Zelanda; Sudáfrica (mayores y XV); Australia. vs Seis Naciones: Inglaterra; Gales; Escocia (mayores y XV); Francia; Italia.